# Fondue
Fondue (od fr. fondre – „roztapiać się”) – potrawa (rodzaj zupy serowej) przygotowana z gorącego sera i białego wina. Uważana za narodową potrawę kuchni szwajcarskiej, lecz bardzo popularna we Francji i Włoszech.
Jej specyficzna cecha to przyrządzanie na bieżąco przy stole z podgrzewanego garnka. Zależnie od regionu powstały różne przepisy odnoszące się do przypraw i dodatków. Podstawowe składniki fondue au fromage stanowią zawsze sery, co najmniej w dwóch gatunkach (najczęściej gruyère i ementaler lub appenzeller), białe wytrawne wino i kieliszek kirszu. Dodatek niewielkiej ilości mąki ziemniaczanej ułatwia zemulgowanie serowo-winnej masy i zapobiega jej rozwarstwieniu (zwarzeniu). Typowymi przyprawami do fondue są: pieprz biały, gałka muszkatołowa i czosnek.
Fondue było dawniej rozpowszechnione głównie wśród górali szwajcarskich jako sposób na wykorzystanie suchego sera zimą. Praktycznie umożliwiało niewielkim kosztem przyrządzenie w każdych warunkach dania smacznego i pożywnego. Spożywane jest zazwyczaj w większym gronie, bezpośrednio z garnka (caquelon), poprzez zanurzanie w roztopionej masie serowej nadzianego na widelec pieczywa albo warzywa. Tradycja wymaga, by picie wina odbywało się dopiero po konsumpcji tej potrawy, a nie w trakcie, ponieważ może ono potęgować jej niestrawność. Zarówno przyrządzanie fondue, jak i wspólne spożywanie stanowią okazję do ożywionych spotkań towarzyskich.

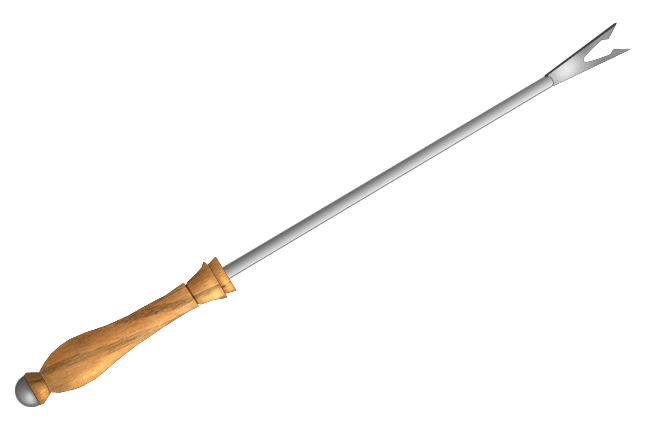
Widelec do fondue

## Inne rodzaje
Przyrządza się także fondue mięsne (fondue bourguignonne, Szwajcaria), w którym masa serowa zastępowana jest gorącym olejem, a pieczywo na widelcach – wołowiną, oraz fondue czekoladowe, kiedy np. owoce zanurza się w masie czekoladowej. Wykształciła się również swoista „etykieta” dotycząca konsumowania tej potrawy.